# Liste der Scheduled Monuments in East Renfrewshire
In dieser Liste sind sämtliche Scheduled Monuments in der schottischen Council Area East Renfrewshire zusammengefasst. Derzeit sind in der Region zehn Bauwerke von Historic Scotland als Scheduled Monuments eingestuft.

## Denkmäler
| Name                    | Typ         | Lage                            | Eintrag | Bild                    |
| ----------------------- | ----------- | ------------------------------- | ------- | ----------------------- |
| Arthur’s Cross          | Kreuzschaft | 55° 47′ 48,6″ N, 4° 23′ 40,8″ W | 1654    | Arthur’s Cross          |
| Duncarnock              | Hillfort    | 55° 46′ 24,3″ N, 4° 23′ 28,5″ W | 4339    | Duncarnock              |
| Polnoon Castle          | Burgruine   | 55° 44′ 5,3″ N, 4° 15′ 18,3″ W  | 5259    | Polnoon Castle          |
| North Kirktonmoor Cairn | Cairn       | 55° 44′ 3,4″ N, 4° 18′ 16,6″ W  | 5645    | North Kirktonmoor Cairn |
| East Revoch Cairn       | Cairn       | 55° 43′ 44,1″ N, 4° 16′ 59,6″ W | 12804   |                         |
| Deils Wood              | Cairn       | 55° 45′ 14,6″ N, 4° 17′ 59,3″ W | 12805   | Deils Wood              |
| Bannerbank              | Rundhütte   | 55° 44′ 49,2″ N, 4° 24′ 43,5″ W | 12815   |                         |
| Rundhütte von Middleton | Rundhütte   | 55° 45′ 29,2″ N, 4° 24′ 14,3″ W | 12816   |                         |
| Moyne Cairn             | Cairn       | 55° 44′ 54,8″ N, 4° 25′ 23,6″ W | 12856   |                         |
| Dunwan Hill             | Hillfort    | 55° 42′ 43,4″ N, 4° 18′ 52,7″ W | 12882   | Dunwan Hill             |